# 松本行雄
松本 行雄（まつもと ゆきお、1937年12月27日 - ）は、日本の銀行家。

## 経歴
沖縄県出身。1960年に琉球大学文理学部商学科を卒業し、1948年6月に琉球銀行に入行。1983年6月に取締役に就任し、1989年6月に常務、1993年6月に専務を経て、1997年6月には頭取に就任。2001年4月には相談役に退いた{。